# NBA Europe Live Tour
L'NBA Europe Live Tour è una manifestazione creata dall'NBA che consiste nello sviluppo dei rapporti tra basket NBA e basket europeo, portando nel continente europeo squadre NBA per i Training Camp e alcune partite di preseason.

## Storia
Nella prima edizione hanno partecipato quattro squadre NBA e sei squadre europee. Le squadre NBA erano San Antonio Spurs, Phoenix Suns, Los Angeles Clippers e Philadelphia 76ers, mentre le squadre europee erano il CSKA Mosca, il Maccabi Tel Aviv, il Barcellona, la Lottomatica Virtus Roma, il BC Khimki e l'ASVEL Lyon-Villeurbanne.
Nella seconda edizione, svoltasi tra il 6 e l'11 ottobre 2007, i protagonisti per l'NBA erano i Toronto Raptors, i Boston Celtics, i Memphis Grizzlies e i Minnesota Timberwolves e per l'Europa l'Efes Pilsen Istanbul, la Lottomatica Roma, l'Unicaja Málaga, il Real Madrid e l'MMT Estudiantes.
Nel 2010 l'NBA Europe Live Tour si è svolto nelle città di Milano, Londra, Barcellona e Parigi ed ha coinvolto le squadre dei Los Angeles Lakers, Minnesota Timberwolves, New York Knicks, Regal Barcelona e Armani Jeans Milano. 

## Calendario NBA Europe Live Tour 2012
- Boston Celtics - Fenerbahçe Ülker (5 ottobre) Istanbul - Ülker Sports Arena
- Dallas Mavericks - Alba Berlino (6 ottobre) Berlino - O2 World
- Boston Celtics - EA7 Emporio Armani Milano (7 ottobre) Milano - Mediolanum Forum
- Dallas Mavericks - Barcelona Regal (9 ottobre) Barcellona - Palau Sant Jordi

## Calendario NBA Europe Live Tour 2010
- New York Knicks - Armani Jeans Milano (3 ottobre) Milano - Mediolanum Forum
- Los Angeles Lakers - Minnesota Timberwolves (4 ottobre) Londra - O2 Arena
- New York Knicks - Minnesota Timberwolves (6 ottobre) Parigi - Palais Omnisports de Paris-Bercy
- Los Angeles Lakers - Regal Barcelona (7 ottobre) Barcellona - Palau Sant Jordi

## Calendario NBA Europe Live Tour 2007
- Toronto Raptors - Boston Celtics (6 ottobre) (Roma, PalaLottomatica)
- Efes Pilsen Istanbul - Minnesota Timberwolves (7 ottobre) (Istanbul, Abdi Ipekci Sports Hall)
- Lottomatica Virtus Roma - Toronto Raptors (7 ottobre) (Roma, PalaLottomatica)
- Unicaja Málaga - Memphis Grizzlies (9 ottobre) (Málaga, Palacio de Deportes Josè Manuel Martin Carpena)
- Boston Celtics - Minnesota Timberwolves (10 ottobre) (Londra, O2 Arena)
- Real Madrid - Toronto Raptors (11 ottobre) (Madrid, Palacio des Esportes de la Comunidad)
- MMT Estudiantes - Memphis Grizzlies (11 ottobre) (Madrid, Palacio des Esportes de la Comunidad)

## Calendario NBA Europe Live Tour 2006
- Winterthur Barcellona - Philadelphia 76ers (5 ottobre) (Barcellona, Palau Saint Jordi) 104-99
- ASVEL Villeurbanne - San Antonio Spurs (5 ottobre) (Lione, Astroballe) 90-115
- BC Khimki - Los Angeles Clippers (6 ottobre) (Mosca, Universal Sport Hall CSKA) 91-98
- Lottomatica Virtus Roma - Phoenix Suns (6 ottobre) (Roma, PalaLottomatica) 93-100
- CSKA Mosca - Los Angeles Clippers (7 ottobre) (Mosca, Universal Sport Hall CSKA) 92-73
- Maccabi Tel Aviv - San Antonio Spurs (8 ottobre) (Parigi, Parigi-Bercy) 74-87
- CSKA Mosca - Maccabi Tel Aviv (10 ottobre) (Colonia) 90-81
- Phoenix Suns - Philadelphia 76ers (10 ottobre) (Colonia) 100-103
- Maccabi Tel Aviv - Phoenix Suns (11 ottobre) 102-119
- CSKA Mosca - Philadelphia 76ers (11 ottobre) 71-85

## Esibizioni precedenti
Si ricordano inoltre varie esibizioni amichevoli o di preseason di squadre NBA in Europa:
- 1988: un tour degli Atlanta Hawks nell'URSS: tre partite (in Lituania, Georgia e Russia) contro la nazionale sovietica
- 1993: London Games a Londra: doppia amichevole Orlando Magic - Atlanta Hawks
- 1994: amichevole Golden State Warriors - Charlotte Hornets a Parigi; amichevole Golden State Warriors - Joventut Badalona a Badalona; amichevole Charlotte Hornets - Virtus Bologna a Casalecchio di Reno
- 1996: NBA Europe Tour: doppia amichevole Indiana Pacers - Seattle SuperSonics a Berlino e Siviglia
- 1999: amichevole Maccabi Tel Aviv - Miami Heat a Tel Aviv
- 2003: amichevole San Antonio Spurs - Memphis Grizzlies a Parigi; amichevole Memphis Grizzlies - Barcellona a Barcellona

Inoltre, prima dell'NBA Europe Live Tour, molte squadre NBA hanno partecipato al McDonald's Open, evento che, ad eccezione della prima edizione a Milwaukee, si è sempre svolto in Europa.